# Stelis aculeata
Stelis aculeata är en biart som beskrevs av Morawitz 1880. Stelis aculeata ingår i släktet pansarbin, och familjen buksamlarbin. Inga underarter finns listade i Catalogue of Life.